# The Chronology of Ancient Kingdoms
The Chronology of Ancient Kingdoms é uma obra de Isaac Newton, publicada postumamente em 1728, sobre a cronologia dos reinos antigos.
Neste livro, Newton critica as cronologias tradicionais dos reinos gregos, que são baseados em períodos de 33 anos entre gerações, propondo uma média de 20 anos entre gerações. Deste modo, várias datas para eventos da mitologia grega são adiados, como, por exemplo, a queda de Troia (de 1183 a.C. para 965 a.C.) ou o reinado de Sesóstris (de 1300 a.C. para 965 a.C.).
A partir deste livro, a mitologia grega não foi mais aceita como fonte fiável para cálculos de cronologia.

## Seções
O tratado é composto de oito seções primárias. A primeira é uma carta introdutória para Caroline de Ansbach, a Rainha da Inglaterra, por John Conduitt, marido da sobrinha de Newton, seguida por um pequeno anúncio. Depois disso, encontra-se uma seção intitulada "A Short Chronicle" que serve como uma breve lista histórica de eventos listados em ordem cronológica, começando com a data mais antiga listada de 1125 a.C. e a mais recente listada em 331 a.C. A maior parte do tratado, no entanto, está na forma de seis capítulos que exploram a história de civilizações específicas. Esses capítulos são intitulados:
- Indivíduo. I. Da Cronologia das Primeiras Idades dos Gregos.
- Indivíduo. II. Do Império do Egito.
- Indivíduo. III. Do Império Assírio.
- Indivíduo. 4. Dos dois impérios contemporâneos dos babilônios e medos.
- Indivíduo. V. Uma Descrição do Templo de Salomão.
- Indivíduo. VI. Do Império dos Persas.

De acordo com a carta introdutória de John Conduitt, The Chronology of Ancient Kingdoms Amended foi o último trabalho revisado pessoalmente de Isaac Newton antes de sua morte, mas na verdade foi escrito muito antes. Alguns de seus materiais e conteúdos levaram muitas pessoas a categorizar este trabalho como um dos estudos ocultos de Isaac Newton.